# Bisbat d'Ajaccio
El bisbat d'Aiacciu (francès: Diocèse d'Ajaccio, llatí: Dioecesis Adiacensis) és una seu de l'Església Catòlica a França, sufragània de l'arquebisbat de Marsella. Al 2015 tenia 281.500 batejats sobre una població de 307.000 habitants. Actualment està regida pel bisbe elect Francesc Xavier Bustillo OFM Conv.

## Territori
La diòcesi comprèn tota l'illa de Còrsega.
La seu episcopal és la ciutat d'Aiacciu, on es troba la catedral de l'Assumpció de Maria Verge.
El territori s'estén sobre 8.722 km², i està dividit en 434 parròquies, agrupades en 6 regions pastorals, de les quals hi ha quatre a l'Alta Còrsega i dues a la Còrsega del Sud:
- regió pastoral de Bastia, Biguglia i de Capo Corso a l'Alta Còrsega;
- regió pastoral de Balagna i del Cortenese a l'Alta Còrsega;
- regió pastoral d'Aiacciu, del Vicolese e del Taravo a la Còrsega del Sud;
- regió pastoral del Sud, di Porto Vecchio, del Sartenese e di Bonifacio a la Còrsega del Sud;
- regió pastoral de Piana Oriental a l'Alta Còrsega;
- regió pastoral de Nebbio i del Golo a l'Alta Còrsega.

## Història
Les dades arqueològiques han demostrat que el cristianisme va fer la seva aparició a Còrsega a la fi del segle i o principis del II. En canvi, és incert l'origen de la diòcesi d'Aiacciu, que en el passat s'ha relacionat amb la figura de sant Eufrasi, a qui originalment es va dedicar la catedral, que es va identificar amb un dels set viri apostolici que, segons tradició, van acompanyar a Sant Pau en el seu viatge a Hispània.
L'existència de la diòcesi està certificada amb certesa a finals del segle vi i al començament del segle següent gràcies a les cartes de Gregori el Gran. En una d'aquestes, datada el 17 de juny de 601, el Papa es queixà a Bonifaci, defensor Corsicae, que Aiacciu havia estat durant molt de temps sense bisbe; en una altra carta del 602, el mateix pontífex esmentà el nou bisbe, sense esmentar el nom i simplement qualificar-lo com electe.
El primer bisbe conegut és Benedetto, que el 649 va participar en el Concili del Laterà en el qual es va condemnar el monotelisme. Amb el segle vii, Còrsega es va convertir en una possessió directa dels papes convertint-se en part del Patrimonium Sancti Petri i les sis diòcesis insulars, inclosa Aiacciu, van ser sotmeses immediatament a la Santa Seu.
Com totes les diòcesis corses, fins i tot la d'Aiacciu, que incloïa la part meridional de l'illa, estava dividida en pievi, al seu torn dividides en parròquies. Les parròquies de la diòcesi eren dotze: Aiacciu, Bonifacio, Mezzana, Celavo, Cauro, Ornano, Talavo, Cruscaglia, Valle, Veggiani, Tallano i Sartena. El 1516 el papa Lleó X va incorporar la parròquia de Bonifaci a l'arxidiòcesi de Gènova.
A partir del segle xi els papes van perdre gradualment el seu poder a Còrsega que va esdevenir una terra de conquesta i amargues disputes entre les dues repúbliques de Gènova i Pisa. El 27 d'abril de 1092 Aiacciu i les altres diòcesis de l'illa es van convertir en sufragànies de l'arxidiòcesi de Pisa. Però el 19 de març de 1133 el Papa Innocenci II va haver de cedir tres d'aquests sufragànies, Nebbio, Mariana i Accia, a l'Arxidiòcesi de Gènova, mentre que les altres, Sagona, Alèria i Aiacciu, van romandre a Pisa, a l'arquebisbe de la qual se li va concedir el títol de primats de Còrsega, que encara conserven avui.
Al segle xvi es va construir la catedral actual, substituint l'anterior demolida el 1553; sent consagrada el 1593.
L'1 de juliol de 1790 la llei francesa va obligar a la supressió de totes les diòcesis corses, a excepció de la de Bastia, que prèviament havia estat la seu dels bisbes de Mariana. Tots els bisbes corsos es van negar a prendre el jurament requerit a la constitució civil del clergat i es van refugiar a Itàlia. Per a la diòcesi de Bastia el 28 maig 1791 va ser elegit Ignace-François Guasco, que es retractà el 23 de desembre, el 1794 .
Després del concordat amb la butlla Qui Christi Domini del Papa Pius VII el 29 de novembre de 1801 la diòcesi revolucionària de Bastia va ser suprimida, mentre que la diòcesi d'Aiacciu va ser reconeguda com l'única per a tota l'illa; fins al 1816 també incloïa l'illa d'Elba, Capraia i el Principat de Piombino, que havia estat annexada al Primer Imperi Francès, juntament amb algunes parròquies ubicades a la ciutat de Castiglione della Pescaia. Al mateix temps es va convertir en un sufragània de l'arquebisbat de Ais.
Posteriorment es va convertir en un sufragània de l'arxidiòcesi de Gènova fins al 1860 quan va passar de nou a l'arxidiòcesi d'Ais. El 8 de desembre de 2002, amb la reorganització dels límits diocesans francesos, es va convertir en part de la província eclesiàstica de l'arxidiòcesi de Marsella.

## Cronologia episcopal
- Evandro ? † (citat el 313)[4]
- Anonimo † (citat el 602)
- Benedetto † (citat el 649)
- Nicolao † (abans del 900 - després del 909)
- Riccobono † (abans del 930 - després del 936)
- Guglielmo † (citat el 1126)[5]
- Giovanni † (citat el 1179)
- Ildebrando † (citat el 1238)
- Aimerico † (circa 1309 - 1322 mort)
- Vitale Gracchi, O.E.S.A. † (de desembre de 1322 - 1328 mort)[6]
- Nicola † (citat el 1328)[7]
- Manfredo di Calcinaria, O.F.M. † (13 de novembre de 1342 - 1345 mort)
- Bertrando Escarpiti, O.F.M. † (20 de juny de 1345 - 14 d'agost de 1348 nomenat bisbe de Assís)
- Filippo de Ursone, O.F.M. † (11 de novembre de 1348 - ?)
- Gerardo †
- Vincenzo di Sassari, O.F.M. † (20 de maig de 1351 - 1369 mort)
- Simone † (19 de desembre de 1369 - 1401 mort)
- Pietro † (11 de febrer de 1401 - 1411)
- Marco, O.S.B. † (21 de març de 1411 - ?)
- Paolo Alberti, O.F.M. † (13 de maig de 1420 - 4 de setembre de 1422 nomenat bisbe d'Ascoli Piceno)
- Andrés Díaz de Escobar, O.S.B. † (4 de setembre de 1422 - 5 de maig de 1428 nomenat bisbe titular de Megara)
- Luca da Offida, O.E.S.A. † (31 de gener de 1429 - 1438 mort)[8]
- Valeriano Calderina † (26 de maig de 1438 - 18 de juliol de 1438 nomenat bisbe de Sagona)
- Raffaele Spinola, O.F.M. † (6 d'agost de 1438 - 1441 renuncià)
- Albertino de Corti † (citat el 1441)[9]
- Ranuccio Spinola † (1442 - 1457 mort)
- Deodato Bocconi † (20 de maig de 1457 - ? mort)
- Paolo de Bonifaci † (6 de febrer de 1477 - ? renuncià)
- Giacomo de Marco (Mancoso Marcelli ?) † (citat el 8 de juny de 1481)
- Gabriele de Franchi, O.P. † (2 d'octubre de 1482 - després del 1489)
- Paolo Fregoso † (1493 - 22 de març de 1498 mort)
- Filippo Pallavicini, O.E.S.A. † (30 de març de 1498 - 1518 mort)[10]
- Giacomo Pallavicini † (30 de juliol de 1518 - 1539 mort)
- Leonardo Tornabuoni † (19 de gener de o 24 de març de 1539 - 1540 mort)
- Alessandro Guidiccioni † (19 de gener de 1541 - 1548 renuncià)
- Giovan Battista Bernardi † (13 d'abril de 1548 - 1578 renuncià)
- Cristoforo Guidiccioni † (14 de maig de 1578 - 18 de novembre de 1582 mort)
  - Giuseppe Mascardi † (1582 - 1585? mort) (amministratore apostolico)
- Giulio Giustiniani † (28 de setembre de 1587 - 18 d'abril de 1616 mort)
- Fabiano Giustiniani, C.O. † (13 de juny de 1616 - de gener de 1627 mort)
- Ottaviano Rivarola † (5 de juliol de 1627 - d'octubre de 1651 mort)
- Giovanni Stefano Donghi † (27 de novembre de 1651 - 2 d'agost de 1655 nomenat bisbe de Imola)
- Siro Strassera, TeatinsC.R. † (11 d'octubre de 1655 - 28 d'abril de 1656 mort)
- Giovanni Gregorio Ardizzone † (28 d'agost de 1656 - de novembre de 1685 mort)
- Giovanni Paolo d'Invrea, O.Cam. † (12 d'agost de 1686 - 10 de març de 1694 mort)
- Giovan Battista Gentile, O.S.B. † (13 de setembre de 1694 - setembre de 1695 mort)
- Francesco Maria Sacco, C.R. † (28 de novembre de 1695 - 27 de març de 1697 nomenat bisbe de Brugnato)
- Pietro Spinola, O.F.M.Ref. † (10 de març de 1698 - de desembre de 1715 mort)
- Agostino Spinola, C.R.S. † (30 de març de 1716 - 23 de setembre de 1722 nomenat bisbe de Savona)
- Carlo Maria Lomellino † (20 de gener de 1723 - 26 de novembre de 1741 renuncià)
- Bernardino Centurione † (27 de novembre de 1741 - 11 de novembre de 1758 mort)
- Benedetto Andrea Doria † (28 de maig de 1759 - 17 de setembre de 1794 mort)
  - Sede vacante (1794-1801)
- Louis Sébastiani (de La Porta) † (16 de juny de 1802 - 9 de desembre de 1831 mort)
- Toussaint Casanelli d'Istria † (30 de setembre de 1833 - 12 d'octubre de 1869 mort)
- Pierre-Paul de Cuttoli † (21 de març de 1870 - 18 de desembre de 1870 mort)
- François-André-Xavier de Gaffory † (6 de maig de 1872 - 14 de juliol de 1877 mort)
- Paul-Matthieu de La Foata † (21 de setembre de 1877 - 3 de gener de 1899 mort)
- Louis Olivieri † (14 de desembre de 1899 - 17 de maig de 1903 mort)
  - Sede vacante (1903-1906)
- Marie-Joseph Ollivier † (21 de febrer de 1906 - 21 de març de 1906 mort)
- Jean-Baptiste Desanti † (13 de juliol de 1906 - 12 de febrer de 1916 mort)
- Auguste-Joseph-Marie Simeone † (27 de maig de 1916 - 30 de juliol de 1926 nomenat bisbe de Fréjus)
- Jean-Marcel Rodié † (29 d'abril de 1927 - 7 de març de 1938 nomenat bisbe d'Agen)
- Jean-Baptiste-Adrien Llosa † (14 de setembre de 1938 - 26 de juliol de 1966 jubilat)
- André Charles Collini † (26 de juliol de 1966 - 22 de desembre de 1972 nomenat arquebisbe titular de Salpi i coadjutor de Tolosa)
- Jean-Charles Thomas (4 de febrer de 1974 - 23 de desembre de 1986 nomenat bisbe coadjutor de Versalles)
- Sauveur Casanova † (13 d'agost de 1987 - 5 de gener de 1995 jubilat)
- André Jean René Lacrampe, Ist. del Prado † (5 de gener de 1995 - 13 d'agost de 2003 nomenat arquebisbe de Besançon)
- Jean-Luc Brunin (6 de maig de 2004 - 24 de juny de 2011 nomenat bisbe de Le Havre)
- Olivier de Germay, (22 de febrer de 2012 - 22 d'octubre de 2020 nomenat arquebisbe de Lió)
- Francesc Xavier Bustillo OFM Conv., des de l'11 de maig de 2021

## Estadístiques
A finals del 2015, la diòcesi tenia 281.500 batejats sobre una població de 307.000 persones, equivalent al 91,7% del total.
| any  | població | població | població | sacerdots | sacerdots       | sacerdots       | sacerdots             | diaques | religiosos | religiosos | parròquies |
| ---- | -------- | -------- | -------- | --------- | --------------- | --------------- | --------------------- | ------- | ---------- | ---------- | ---------- |
| any  | batejats | total    | %        | total     | clergat secular | clergat regular | batejats por sacerdot | diaques | homes      | dones      |            |
| 1950 | 249.000  | 250.000  | 99,6     | 300       | 220             | 80              | 830                   |         | 70         | 250        | 420        |
| 1959 | 159.000  | 160.000  | 99,4     | 226       | 165             | 61              | 703                   |         | 62         | 210        | 420        |
| 1970 | 178.350  | 180.000  | 99,1     | 211       | 158             | 53              | 845                   |         | 58         |            | 405        |
| 1980 | 272.000  | 292.000  | 93,2     | 170       | 112             | 58              | 1.600                 | 1       | 64         | 170        | 407        |
| 1990 | 235.000  | 251.000  | 93,6     | 133       | 99              | 34              | 1.766                 | 5       | 39         | 72         | 410        |
| 1999 | 230.000  | 253.992  | 90,6     | 89        | 58              | 31              | 2.584                 | 10      | 42         | 81         | 410        |
| 2000 | 231.000  | 255.000  | 90,6     | 75        | 58              | 17              | 3.080                 | 14      | 28         | 68         | 410        |
| 2001 | 237.000  | 261.500  | 90,6     | 93        | 69              | 24              | 2.548                 | 14      | 34         | 68         | 410        |
| 2002 | 241.150  | 261.500  | 92,2     | 97        | 74              | 23              | 2.486                 | 13      | 36         | 63         | 410        |
| 2003 | 241.150  | 261.500  | 92,2     | 100       | 71              | 29              | 2.411                 | 15      | 45         | 55         | 434        |
| 2004 | 241.150  | 261.500  | 92,2     | 102       | 69              | 33              | 2.364                 | 15      | 45         | 63         | 434        |
| 2006 | 243.000  | 263.700  | 92,2     | 103       | 71              | 32              | 2.359                 | 16      | 42         | 49         | 434        |
| 2012 | 258.200  | 278.100  | 92,8     | 71        | 47              | 24              | 3.636                 | 19      | 35         | 33         | 434        |
| 2015 | 281.500  | 307.000  | 91,7     | 71        | 51              | 20              | 3.964                 | 17      | 27         | 41         | 434        |

## Nota
1. ↑  (francès) Les régions pastorales Arxivat 2015-12-22 a Wayback Machine.
2. ↑  Dal sito web Arxivat 2013-06-26 a Wayback Machine. della diocesi.
3. ↑  Così il sito web della diocesi. François Casta parla di 19 pievi.
4. ↑  Bisbe de Ursinum, que Cappelletti, Gams i escriptors corsos atribueixen a la seu d'Aiacciu. Segons Lanzoni podria haver estat Bolsena (Vulsinii) o d'Urbino (Urbinum); Lanzoni afirma que la interpretació d'Aiacciu és dona a la identificació errònia del Ursinium o Urcinium del que parla Claudio Tolomeo amb la ciutat corsa. Franços Casta l'exclou de la seva cronologia.
5. ↑  François Casta admet l'existència d'un bisbe Andrizio (nel 1128), que Cappelletti exclou, come pure i successivi Giovanni e Ildebrando.
6. ↑  Rafael Lazcano, Episcopologio agustiniano. Agustiniana. Guadarrama (Madrid) 2014, vol. I, p. 428.
7. ↑  Menzionato da Cappelletti e da Gams, ma ignoto da François Casta; secondo Eubel questo Nicola sarebbe vescovo di una sede Ayacensis in Armenia.
8. ↑  Lazcano, op. cit., vol. I, p. 428-429.
9. ↑  Present a la cronologia de Gams. Segons Eubel, potrebbe essere lo stesso Albertino de Casini, che nel 1441 fu nominato alla sede di Accia.
10. ↑  Lazcano, op. cit., vol. I, p. 430.